# Iglesia de San Miguel (Sevilla)

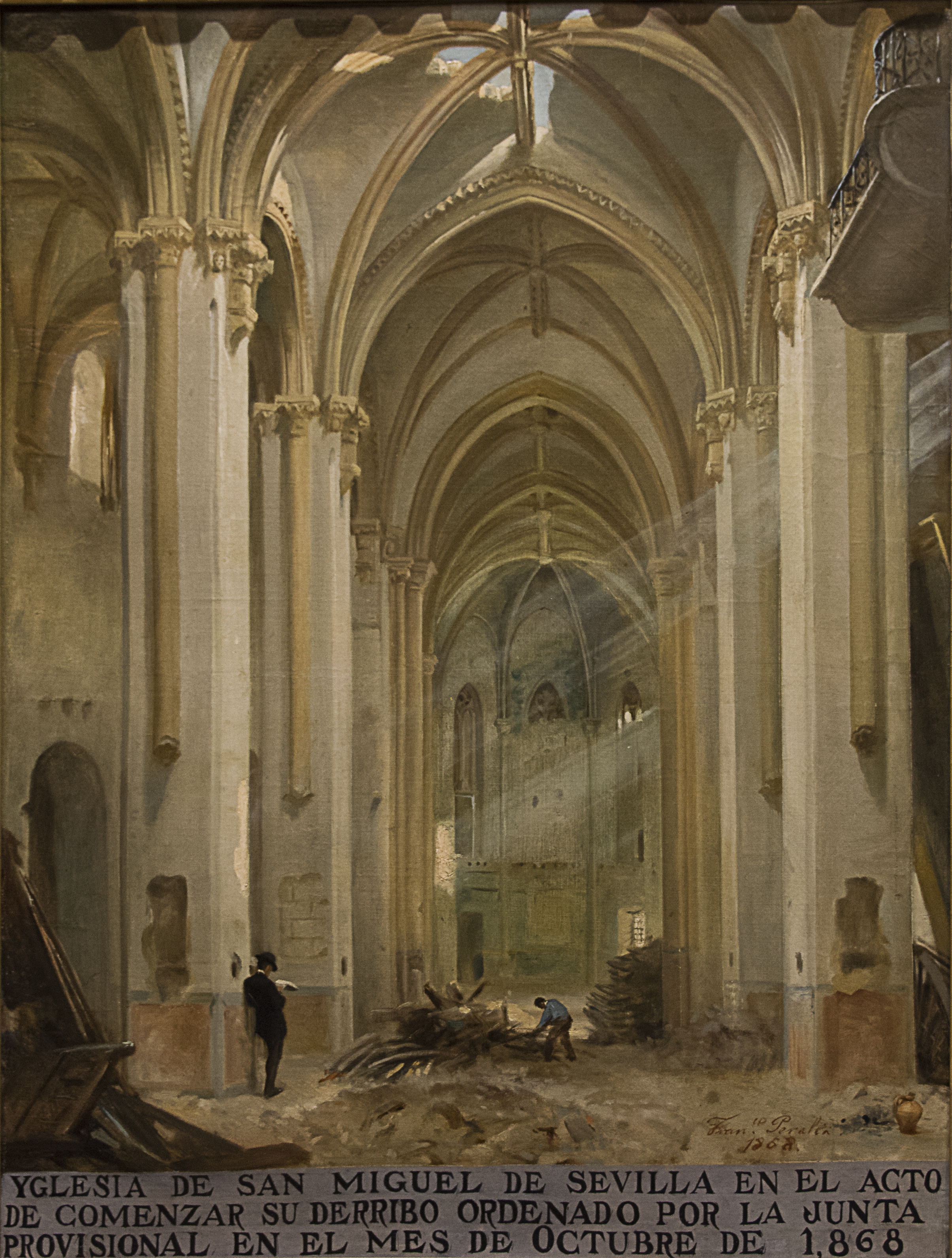
Óleo Derribo de la parroquia de san Miguel (1868) del pintor Francisco Peralta que representa la iglesia de san Miguel en el acto de inicio del derribo en 1868.

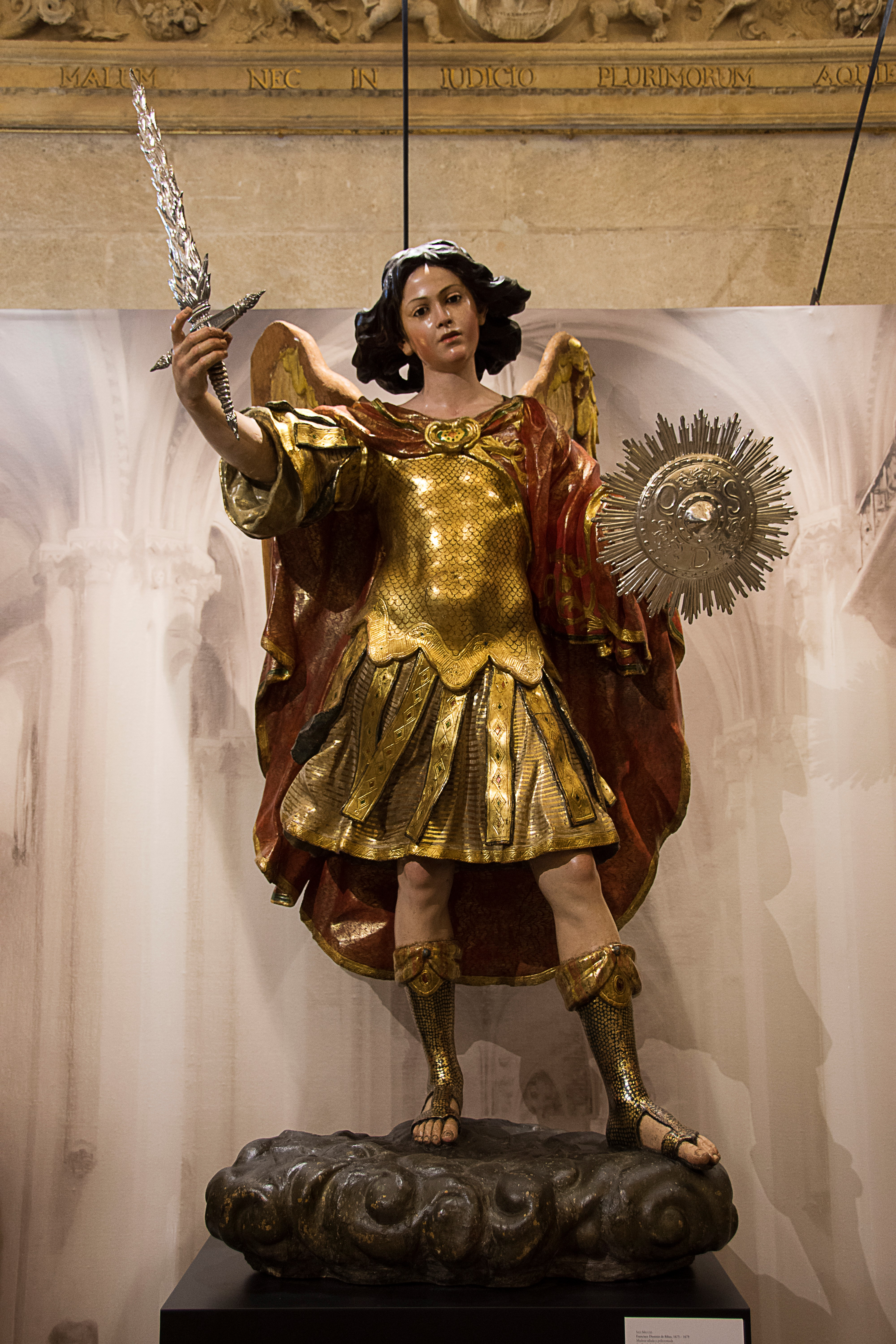
Talla de San Miguel (1675-1679), obra de Francisco Dionisio de Ribas, que presidía el retablo mayor del templo.

La Iglesia de San Miguel de Sevilla (Andalucía, España) fue una antigua e importante parroquia existente en el centro de la ciudad, que fue derribada en 1868. 
Se encontraba situada en parte del espacio comprendido entre la plaza del Duque y las calles Jesús del Gran Poder, Aponte y Trajano. Era un templo de estilo gótico-mudéjar

## Historia
Esta parroquia fue fundada en el siglo  XIII y reconstruida durante el reinado de Pedro I de Castilla, tras el terremoto en 1356, por iniciativa del arzobispo de la ciudad, Nuño de Fuentes. Fue gravemente afectada por el terremoto de Lisboa de 1755 y las obras de reparación se prolongaron entre 1755 y 1757.
La junta revolucionaria de 1868 suprimió esta iglesia el día 6 de octubre y la demolición se inició el 8 de noviembre. Sin embargo en 1871, todavía no había terminado el derribo.
Parte de su patrimonio se encuentra disperso por distintos templos de la ciudad, y en especial en la Iglesia de San Antonio Abad y en la de la Magdalena, donde se guarda su importante archivo.

## Descripción
Era un templo de piedra y ladrillo con tres naves de longitud desigual y con la central de mayor anchura, que se cubrían con bóvedas de crucería, y un profundo presbiterio, que contó con dos retablos mayores sucesivos, uno realizado por Francisco Dionisio de Ribas, de 1675, y otro de Juan de Astorga, de 1829, cuya figura central constituía una talla del arcángel San Miguel realizada por Ribas, que actualmente pertenece a la cofradía del Silencio. En su exterior, contaba con tres puertas, dos laterales y otra a los pies del templo.
La Iglesia de San Miguel fue sede durante un tiempo de algunas importantes hermandades de penitencia de la ciudad de Sevilla, entre las que se encuentran la del Amor, entre 1811 y 1868, y la de Pasión, entre 1841 y 1868, también se sabe que ahí estuvieron las hermandades de La Soledad de San Lorenzo, la cuál actualmente conserva una raja de lo que fue su capilla y la hermandad de la Carretería, la cual no permaneció mucho tiempo